# Helene Thimig
Pour les articles homonymes, voir Thimig.
Helene Ottilie Thimig (ou Helen Thimig, sous pseudonyme Helene Werner, de son nom d'épouse Thimig-Reinhardt) (née le 5 juin 1889 à Vienne, morte le 7 novembre 1974 à Vienne) est une actrice, metteur en scène et directrice de théâtre autrichienne.

## Biographie
Elle est la fille de Hugo Thimig, le directeur du Burgtheater, et de son épouse Franziska Hummel. Ses deux frères, Hermann et Hans Thimig seront aussi des acteurs.
Après sa scolarité, elle prend des cours de théâtre auprès de Hedwig Bleibtreu. Le 12 novembre 1907, elle fait sa première apparition dans le théâtre de la ville de Baden dans le rôle de Marthe dans La souris d'Édouard Pailleron.
En 1908, elle joue Mélissa dans Sappho de Franz Grillparzer au festival Gœthe de Düsseldorf, puis au théâtre de Meiningen. Elle est de 1911 à 1917 au Schauspielhaus de Berlin puis engagée au Deutsches Theater de Berlin le 10 octobre 1917 pour être Elsalil de la Winterballade de Gerhart Hauptmann. Elle devient la maîtresse du directeur Max Reinhardt alors qu'il est marié et a deux enfants avec l'actrice Else Heims. Thimig avait été l'épouse de 1916 à 1918 de l'acteur Paul Kalbeck (de).
Lorsque Max Reinhardt est ostracisé par les nazis qui sont arrivés au pouvoir en 1933, elle décide de le suivre à Vienne et rentre au Theater in der Josefstadt. Elle fait des apparitions à Prague et au festival de Salzbourg. Elle suit encore son mari dans ses travaux en Europe. Ils se marient en mai 1935 après une prestation aux États-Unis. Fin octobre 1937, elle le rejoint définitivement dans ce pays. Elle doit apprendre la langue anglaise et n'a d'abord que des petits rôles dans le théâtre américain et le cinéma. Entre 1942 et 1947, elle joue souvent une femme allemande dans 18 films hollywoodiens. Max Reinhardt meurt le 31 octobre 1943.
Après la guerre, elle revient en Autriche et au Burgtheater. Elle met au scène Jedermann de Hugo von Hofmannsthal au festival de Salzbourg de 1947 à 1951 et de 1948 à 1954 au Max Reinhardt Seminar. Elle enseigne aussi à l'Académie de musique et d'arts du spectacle de Vienne.
Elle se consacre peu au cinéma. Après son départ en 1954 du Burgtheater, elle revient au Theater in der Josefstadt. De 1963 à 1968, elle redonne Jedermann au festival de Salzbourg. Elle fait un troisième mariage avec l'acteur Anton Edthofer. Elle se produit la dernière fois au Theater in der Josefstadt en mars 1974. Elle meurt d'une embolie pulmonaire en novembre 1974.

## Filmographie
- 1932 : Mensch ohne Namen
- 1942 : Les Folles Héritières
- 1943 : La Nuit sans lune (The Moon Is Down) d'Irving Pichel
- 1943 : L'ange des ténèbres
- 1944 : Hitler et sa clique
- 1944 : L'Esprit pervers (Strangers in the Night) de Anthony Mann
- 1944 : Rien qu'un cœur solitaire
- 1944 : La Septième Croix
- 1944 : The Master Race
- 1945 : Roughly Speaking de Michael Curtiz
- 1945 : Hôtel Berlin (Hotel Berlin) de Peter Godfrey
- 1945 : L'île des morts
- 1945 : Notre cher amour
- 1946 : Cape et Poignard
- 1946 : Le médaillon
- 1947 : Haute lutte
- 1947 : Le Loup des sept collines
- 1947 : Escape Me Never
- 1947 : Das unsterbliche Antlitz
- 1948 : Gottes Engel sind überall
- 1948 : Der Engel mit der Posaune
- 1951 : Le Traître
- 1955 : Undine (TV)
- 1955 : Das Mädchen vom Pfarrhof
- 1956 : Waldwinter
- 1956 : Die Magd von Heiligenblut
- 1962 : Funken in der Asche (TV)
- 1969 : Johann Wolfgang (TV)